# Tephrina anostilpna
Tephrina anostilpna là một loài bướm đêm trong họ Geometridae.